# Mark Lombardi
Pour les articles homonymes, voir Lombardi.
Mark Lombardi est un artiste contemporain américain né à Syracuse (New York) le 23 mars 1951 et mort le 22 mars 2000 à New York, Williamsburg (Brooklyn), officiellement par suicide. 

## Houston, le nœud gordien
Mark Lombardi  a obtenu un diplôme en histoire de l'art à l'Université de Syracuse en 1974. Puis, il a été invité par Jim Harithas, venant d'être nommé directeur du musée d'art contemporain de Houston, à travailler à ses côtés, en tant qu'assistant au commissariat d'exposition, bibliothécaire au fonds d'art de la bibliothèque municipale, et assistant galeriste. Il devint lui-même propriétaire et directeur de la Square One Gallery et de la Lombardi Gallery. De cette époque, où il se consacre en tant qu'artiste à la peinture néo-géo, il restera profondément marqué par le commissariat d'une exposition consacrée à l'assassinat de J.F. Kennedy, qui eut justement lieu à Houston, haut lieu de la finance pétrolière.
À partir de 1994, il abandonne la peinture néo-géo pour se lancer dans une voie toute personnelle, et radicalement originale : sur de grandes feuilles de papier, il commence à dresser les imbroglios politico-financiers de grandes « affaires » marquant la société industrielle moderne, où se croisent le Vatican et la mafia sicilienne, par exemple, mais surtout un certain James Reynolds Bath, en voisinage stratégique avec les familles Bush et Ben Laden.
Agencés à l'aide de points reliés entre eux par des flèches de causalité, noms, versements, événements se croisent sur un axe sagittal, prenant la forme de vastes sphères, de treillis ovales qui ont parfois été comparés à des cosmogonies aristotéliciennes ou médiévales. De son expérience de bibliothécaire, Lombardi a conservé une habitude taxinomique à l'origine de son immense base de données personnelle, compilée sous forme de cartes bien connues dans les bibliothèques, et qui lui ont permis de mener un travail d'investigation apparemment comparable à celui de grands journalistes.

## Un artiste d'investigation
C'est toutefois aux galeries et aux musées que Lombardi s'adresse, ce qui a causé un événement inédit dans l'histoire de l'art, quand un envoyé du FBI est allé « perquisitionner » une œuvre de Lombardi dans le musée où elle était exposée. Et pour cause, ces œuvres exposent au grand jour le réseau de relations complexes où les forces souterraines des intérêts industriels, financiers et politiques se croisent, au grand dam de la dynastie Bush, dont les amitiés saoudiennes apparaissent dans leur plus simple appareil.
Les œuvres, dont les versions se succèdent au rythme des données engrangées, ont des titres sans ambiguïté :
- Banca Nazionale del Lavoro, Reagan, Bush, Thatcher, and the arming of Iraq, c.1979-90 (3e version), 1996
- World Finance Corporation, Miami and Nugan Hand ltd. of Sydney, Australia, c.1972-80 (8e version), 1997
- Chicago Outfit and Satellite Regimes, c.1981-83, 1998
- Gerry Bull, Space Research Corporation and Armscor of Pretoria, South Africa, c.1972-80 (5e version), 1999
- Bill Clinton, the Lippo Group, and China Ocean Shipping Co. a.k.a COSCO, Little Rock-Jakarta-Hong Kong, c.1990s (5e version), 1999
- George W. Bush, Harken Energy, and Jackson Stevens, c.1979-90, (5e version), 1999
- Pat Robertson, Beurt Servaas and the UPI Takeover Battle, c.1985-91, 2000

À Houston, où Lombardi était connu de par vingt années de travail dans le milieu de l'art, ces nouveaux travaux lui valurent une reconnaissance rapide, suivie par des expositions personnelles, collectives, puis par la rencontre de Joe Amrhein, qui devait par la suite « l'adopter » au sein de la Pierogi Gallery. L'exposition Silent Partners lui fut consacrée en 1998, puis d'autres expositions collectives. La critique suivit le pas : Roberta Smith (en) dans le New York Times, Raphael Rubinstein dans Art in America, et Boris Moshkovits dans Flash Art, tous élogieux envers l'artiste, désormais installé à New York.

## Un Icare post-moderne
Lombardi, ayant travaillé dans le milieu de l'art, était conscient de l'ampleur inespérée que prenait sa carrière, et content de ce fait. L'apogée de la carrière de Lombardi de son vivant eut sans doute lieu quand la commissaire Christov-Bakargiev exposa un de ses travaux dans l'exposition collective Monumental Drawings à Exit Art (en), en 1999, puis l'année suivante à l'exposition Greater New York. Le 22 mars 2000, un rapport de police constata que Mark Lombardi s'était pendu, une bouteille de champagne ouverte à ses pieds.
La thèse du suicide fut retenue, corroborée par certains indices émanant de ses proches : alcoolisme, insomnies, comportements étranges… Toutefois, cette version des faits fut également mise en doute par certains membres de sa famille. L'hypothèse du meurtre, dans un tel cas, serait directement liée au contenu des travaux de l'artiste (il aurait affirmé à ses amis qu'il avait été suivi juste avant son décès) ; cependant aucune preuve abondant en ce sens n'a été produite à ce jour.
L'héritage de Mark Lombardi prend ses racines dans l'art conceptuel, qu'il s'est approprié de façon originale, détournant les graphiques d'entreprise à son compte, et questionnant les paradigmes de la médiatisation et de l'information post-modernes. La nature obsessionnelle de son travail (Vicious Circles était le titre d'une exposition personnelle de son vivant) est une dimension importante de son œuvre, qui sous une main humaine contracte l'ère du flux d'information continu.

## Critiques
- (fr) Des documents poétiques, Franck Leibovici, Éditions Al Dante/Transbordeurs, 2007[5]
- (fr) Les topographies du pouvoir de Mark Lombardi : l'œuvre dans la carte, Nathalie Casemajor Loustau, revue Espace Sculpture, numéro 103-104, , p. 12–16 printemps-été 2013
- (en) Interlock : Art, conspiracy and the shadow worlds of Mark Lombardi, Patricia Goldstone, Counterpoint, 2015